# Ferdy Mayne
Ferdy Mayne, de son vrai nom Ferdinand Philip Mayer-Horckel, est un acteur d'origine allemande né le 11 mars 1916 à Mayence et mort le 30 janvier 1998 à Londres. Il a fait l'essentiel de sa carrière dans des productions britanniques et américaines.

## Biographie
Son père était juge et sa mère, à moitié anglaise, professeur de chant. D'origine juive, alors que le National Socialisme monte en puissance dans l'Allemagne de l'entre-deux-guerres, il est envoyé par ses parents au Royaume-Uni, chez sa tante Li Hutchinson, sculptrice jouissant d'une certaine renommée à l'époque. Il est marié à Deirdre de Payer de 1950 à 1976. Le couple a une fille, Belinda Mayne, également actrice.
Bien qu'ayant commencé sa carrière durant la Seconde Guerre mondiale, Mayne doit attendre son interprétation du Comte von Krolock dans le film de Roman Polanski Le Bal des vampires, en 1967, pour être révélé au public international. La même année, il donne la réplique à Louis de Funès dans Les Grandes Vacances de Jean Girault, en incarnant MacFarrell, le richissime distillateur de whisky écossais. Les deux acteurs se rencontrent à nouveau quatre ans plus tard dans Jo de Jean Girault (1971). 
Ferdy Mayne a joué dans plus de 200 films ou séries télévisées. Il apparaît notamment dans Ben-Hur de William Wyler (1959), où il joue le rôle du capitaine de la galère venant au secours du général romain Quintus Arrius, dans Quand les aigles attaquent de Brian G. Hutton (1968), où il incarne le général allemand Rosemeyer, et dans Conan le Destructeur de Richard Fleischer (1984), où il est le magicien qui garde la corne de Dagoth.
Il meurt des suites de la maladie de Parkinson.

## Filmographie partielle

### Cinéma
- 1951 : Hôtel Sahara de Ken Annakin : Yusef
- 1952 : L'Homme qui regardait passer les trains (The man who watched the trains go by) d'Harold French
- 1953 : Capitaine Paradis (The Captain's Paradise) d'Anthony Kimmins
- 1954 : La rousse mène l'enquête (Malaga) de Richard Sale : Mustapha
- 1954 : Third Party Risk de Daniel Birt
- 1954 : Meurtre sur la Riviera (Beautiful stangers) de David Miller
- 1955 : Les hommes épousent les brunes (Gentlemen marry brunettes) de Richard Sale
- 1959 : Ben Hur de William Wyler : le capitaine du navire de sauvetage (non crédité)
- 1959 : Notre Agent à La Havane de Carol Reed
- 1959 : Le Troisième Homme sur la montagne (Third Man on the Mountain) de Ken Annakin
- 1962 : Mot de passe : courage d'Andrew L. Stone
- 1964 : Allez France ! de Robert Dhéry : l'agent de Diana Dors
- 1967 : Le Bal des vampires de Roman Polanski : le comte Von Krolock
- 1967 : Les Grandes Vacances de Jean Girault : Mac Farrell, le producteur de whisky et père de Shirley
- 1967 : Le Bobo de Robert Parrish : Silvestre Flores
- 1968 : Quand les aigles attaquent de Brian G. Hutton : le général Rosemeyer
- 1970 : Les Passions des vampires (The Vampire Lovers) de Roy Ward Baker : le docteur
- 1971 : Jo de Jean Girault : Mr Grunder
- 1971 : Comment épouser une Suédoise (Il vichingo venuto dal sud) de Steno
- 1971 : Le Sabbat des vampires (Gebissen wird nur nachts) de Freddie Francis : Dracula
- 1971 : Commando pour un homme seul (When Eight Bells Toll) d'Étienne Périer
- 1971 : Le Baron Rouge (Von Richthofen and Brown) de Roger Corman
- 1972 : Eagle in a Cage de Fielder Cook
- 1975 : Barry Lyndon de Stanley Kubrick : le colonel Bulow
- 1978 : La Malédiction de la Panthère rose (Revenge of the Pink Panther) : Dr Paul Laprone
- 1978 : Fedora de Billy Wilder
- 1980 : La Formule de John G. Avildsen : le professeur Siebold
- 1983 : Horror Star (Frightmare) de Norman Thaddeus Vane
- 1984 : Conan le destructeur de Richard Fleischer
- 1985 : Hurlements 2 de Philippe Mora : Erle
- 1986 : Pirates de Roman Polanski : le capitaine Linares
- 1989 : Call from Space de Richard Fleischer
- 1992 : Face à face de Carl Schenkel : Jeremy Edmonds
- 1992 : The Tigress (Die Tigerin) de Karin Howard : le comte autrichien

### Télévision
- 1961 : Chapeau melon et bottes de cuir (série)
- 1963 : Le Saint (série télévisée) : Iris (saison 2 épisode 8) : Stratford Keene
- 1964 : Le Saint (série télévisée) : On a trouvé du pétrole (saison 2 épisode 16) : The Imam
- 1966 : Le Saint (série télévisée) : Plan de vol (saison 5 épisode 13) : Landek
- 1967 : Le Saint (série télévisée) : Copies conformes (saison 5 épisode 24) : Nicholas
- 1970 : Der Polizeiminister Joseph Fouché : Joseph Fouché
- 1970 : Amicalement vôtre : Minuit moins huit kilomètres (The Persuaders : Five Miles to Midnight) de Val Guest (série) : Comte Sangallo
- 1973 : Arthur, roi des Celtes (saison 2) : Les Femmes saxonnes  : le capitaine grecque
- 1976 : Chapeau melon et bottes de cuir (série)
- 1977 : Les Diamants du président de Claude Boissol
- 1981 : Dynastie  (série)
- 1983 : The Optimist (série)
- 1989 : La Tante de Frankenstein
- 1989 : Rivalen der Rennbahn (feuilleton allemand) de Stefan Bartmann